# فرودگاه شهرستان سولت ماریه
فرودگاه شهرستان سولت ماریه (به انگلیسی: Sault Ste. Marie Municipal Airport) (به زبان بومی: Sanderson Field) یک فرودگاه همگانی بهره‌برداری هوایی است که یک باند فرود آسفالت دارد و طول باند آن ۱۵۹۵ متر است. این فرودگاه در کشور ایالات متحده آمریکا قرار دارد و در ارتفاع ۲۱۸ متری از سطح دریا واقع شده است.